# Åke Flock
Klas Åke Ingemar Flock, född i januari 1938, död i januari 2016, var en svensk fysiolog med inriktning på hörsel.
Åke Flock utbildade sig till läkare på Karolinska institutet i Stockholm från 1958. Han disputerade där 1965. Han utnämndes 1983 till professor i fysiologi vid Karolinska institutet.
Han forskade framför allt om Innerörats sinnesceller. Åke Flock arbetade med hur hörselorganets mekaniska egenskaper påverkas av bland annat ljudvibrationer och med att klarlägga hur överföringen sker av mekanisk energi till elektriska signaler.
Två forskare som disputerat på avhandlingar om hörselsystem på Karolinska institutet under ledning av Åke Flock är Mats Ulfendahl (1989) och Allen Counter (1992).
Åke Flock fick Association for Research in Otolaryngology:s utmärkelse "Award of Merit". År 2008 fick han Stora Hörselpriset på 100.000 kronor, vilket delas ut var fjärde år av Hörselforskningsfonden/Hörselskadades Riksförbund.
Han var gift med Britta Flock, som han också arbetade tillsammans med, och hade två barn.